# Albert Simon Cahen
Albert Simon Cahen (1877 – 20 dicembre 1937) è stato uno schermidore francese.
Partecipò ai Giochi della II Olimpiade di Parigi alla gara di fioretto individuale, in cui fu eliminato ai quarti, e alla gara di spada individuale, in cui fu eliminato al primo turno.